# Ischnochiton striolatus
Ischnochiton striolatus är en blötdjursart som först beskrevs av Gray 1828.  Ischnochiton striolatus ingår i släktet Ischnochiton och familjen Ischnochitonidae. Inga underarter finns listade i Catalogue of Life.